# Donburi

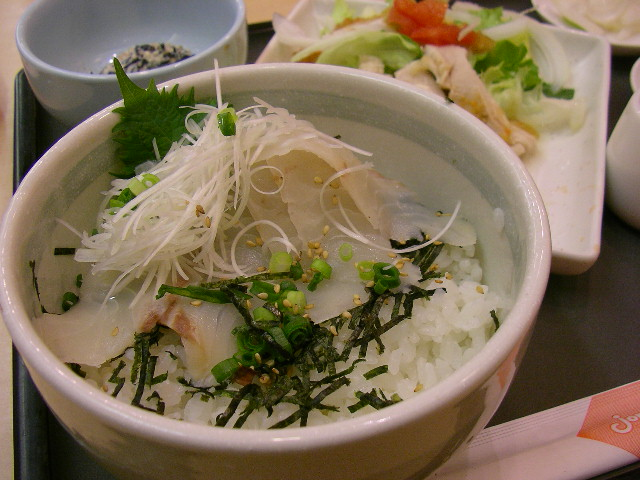
Donburi

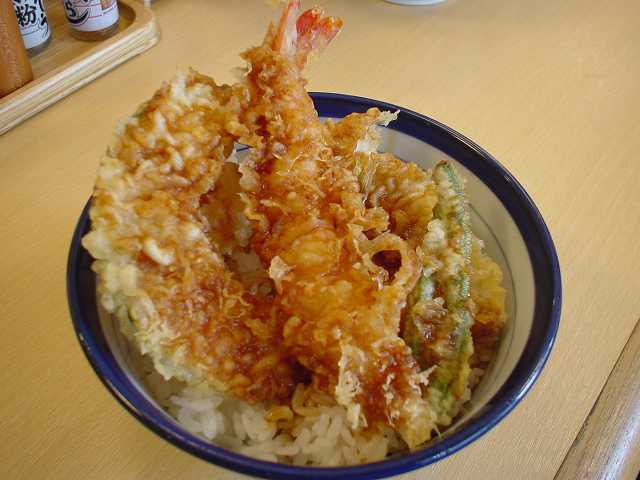
Tendon - Tempura auf Reis

Donburi (jap. 丼) ist eine Mahlzeit in der japanischen Küche, bei der Reis in eine Schüssel gefüllt wird und dieser anschließend mit weiteren Zutaten – meist Fleisch – bedeckt wird.
Variationen umfassen unter anderem:
- Butadon oder Tondon (mit Schweinefleisch)
- Gyūdon (mit Rindfleisch)
- Ikuradon (mit Lachs-Rogen)
- Karēdon (mit eingedicktem und mit Curry (Karē) gewürztem Dashi)
- Katsudon (mit paniertem Schweinekotelett)
- Mabodon (mit Mapo-Tofu)
- Magurodon (mit Thunfisch)
- Oyakodon (mit Eiern und Hühnchen)
- Tamagodon (mit Eiern)
- Tendon (mit Tempura)
- Teriyakidon (mit Rindfleisch oder Hähnchen in Teriyaki-Soße)
- Unadon (mit Aal)
- Yakitoridon (mit Yakitori)

Der Name der meisten Gerichte ergibt sich aus der Kombination des „Toppings“ und der Abkürzung für Donburi, „don“.